# Dichromia triplicalis
Dichromia triplicalis là một loài bướm đêm trong họ Erebidae.